# Droylsden FC
Droylsden FC är en engelsk fotbollsklubb i Droylsden, grundad 1892. Hemmamatcherna spelas på Butcher's Arms Ground. Smeknamnet är The Bloods.

## Historia
Droylsden bildades från början på initiativ av Joseph Cropper, (värdshusvärden till Butchers Arms,) som upplät mark bakom sin pub till en fotbollsplan. Efter tjugo år av vänskapsmatcher och lokala ligor, upplösningar och nybildningar med mera återuppstod klubben efter Första världskriget som enda lag i byn och medlemmar i Manchester Football League.
Efter första världskriget fick klubben sina numera traditionella klubbfärger rött och vitt; detta har inspirerat till smeknamnet 'The Bloods'. 
Två matcher mot Hyde United (som spelade i Manchester League) år 1921 Manchester Junior Cup final sågs av fler än 15.000 åskådare. Hyde vann, men the Bloods fick sin revansch två år senare. 
Under 1930-talet gjorde Droylsden's Ernest 'Gilly' Gillibrand 275 mål på bara fyra säsonger. Han var starkt bidragande till att de vann Manchester League 1931 och 1933. 1936 gick man med i Lancashire Combination och en säsong senare blev man en farmarklubb till Manchester City. City's 'A' lag spelade vid the Butchers Arms och deras överskottsspelare var tillgängliga för Droylsden men de var diskvalificerade från FA-cupen.
När andra tävlingar ställdes in på grund av andra världskriget gick Droylsden med i Cheshire County League. De kom på andra plats andra säsongen och nådde då den högsta ligapositionen någonsin. De kunde emellertid inte ta vara på framgången, och fyra säsonger senare blev de utröstade från ligan (och man återvände till Lancashire Combination). Det skulle bli värre; försäljningen av Butchers Arms arrende till Belle Vue Football Club – som bytte namn till Droylsden United – gjorde att Bloods tvingades söka sig till Moorside Trotting Stadium, som låg i närheten. Staden var inte tillräckligt stor för två klubbar, speciellt inte när det fanns stridigheter mellan dem, så efter att kommunen köpt planen förhandlade den fram en sammanslagning.
När Droylsden kom tillbaka 1952, var det till en nyrenoverad anläggning där planen hade roterats, och därmed hade de problem med dräneringen som fanns sedan länge löst.
1968 återvände man till Cheshire County League i samband med bildandet av Northern Premier League. Under 1970-talet vann man Manchester Senior Cup 1973, 1976, 1979 och hade framgångar i FA-Cupen. Man nådde fjärde kvalificeringsomgången fyra gånger på fem år och huvudtävlingen två gånger. 1976 förlorade man mot Grimsby Town med 5-3 i en omspelsmatch i första omgången. 1978 nådde man andra omgången innan man åkte ut mot Altrincham, som vann med 2-0. När laget som skapat 70-talets framgångar slutade, inleddes en period med motgångar.
1982 kom laget sist i First Division och man placerades i nybildade North West Counties Football League Division 2. Utnämningen av Mark Fallon till spelande tränare blir vändpunkten på spiralen nedåt och under hans andra säsong (1986-87) vann man Division 2 – Droylsdens första mästerskapstitel på seniornivå.
I samband med skapandet av Football Conference North och South inför säsongen 2004-05 hamnade Droylsden i Conference North. Man kom tvåa första säsongen, men förlorade mot  Kettering Town i playoff-spelet.
Säsongen efter, 2005-06, kom man på fjärde plats, och man fick en ny chans att nå Conference National via playoff. Man vann playoff-semifinalen mot Nuneaton Borough med 1-0, men förlorade sedan i finalen mot  Stafford Rangers med 5-3 efter straffläggning.

## Publikrekord
- Ligan 15000 Vs Hyde – Cheshire Football League, 1921
- Cuper 4250 Vs Grimsby Town, FA-cupen 1:a rundan, 1976

## Meriter
- Manchester Football League 1931, 1933
- North West Counties Football League Division Two 1987
- Northern Premier League First Division 1999
- Conference North 2007